# Colonização de Marte

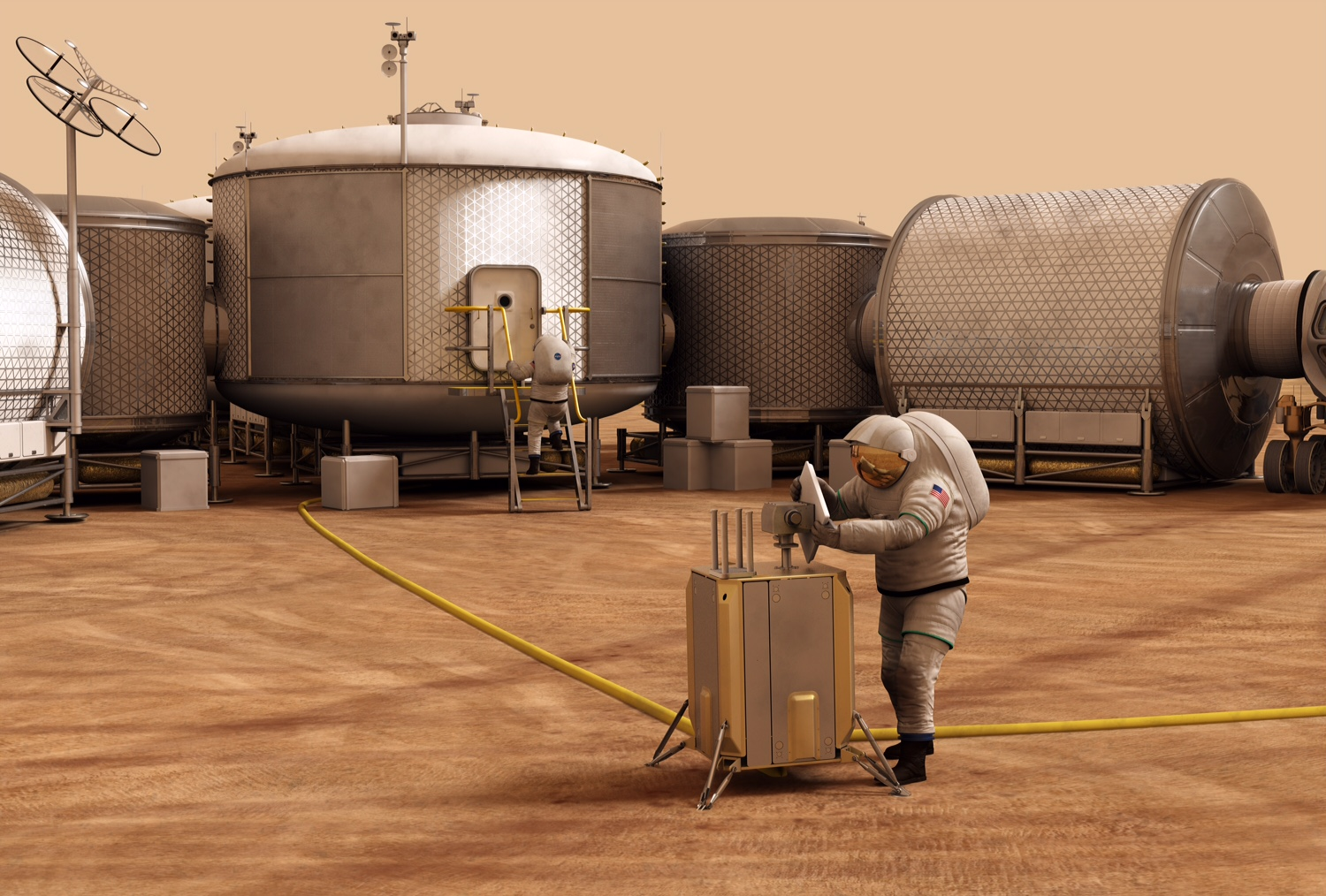
Desenho artístico mostrando a colonização inicial de Marte.

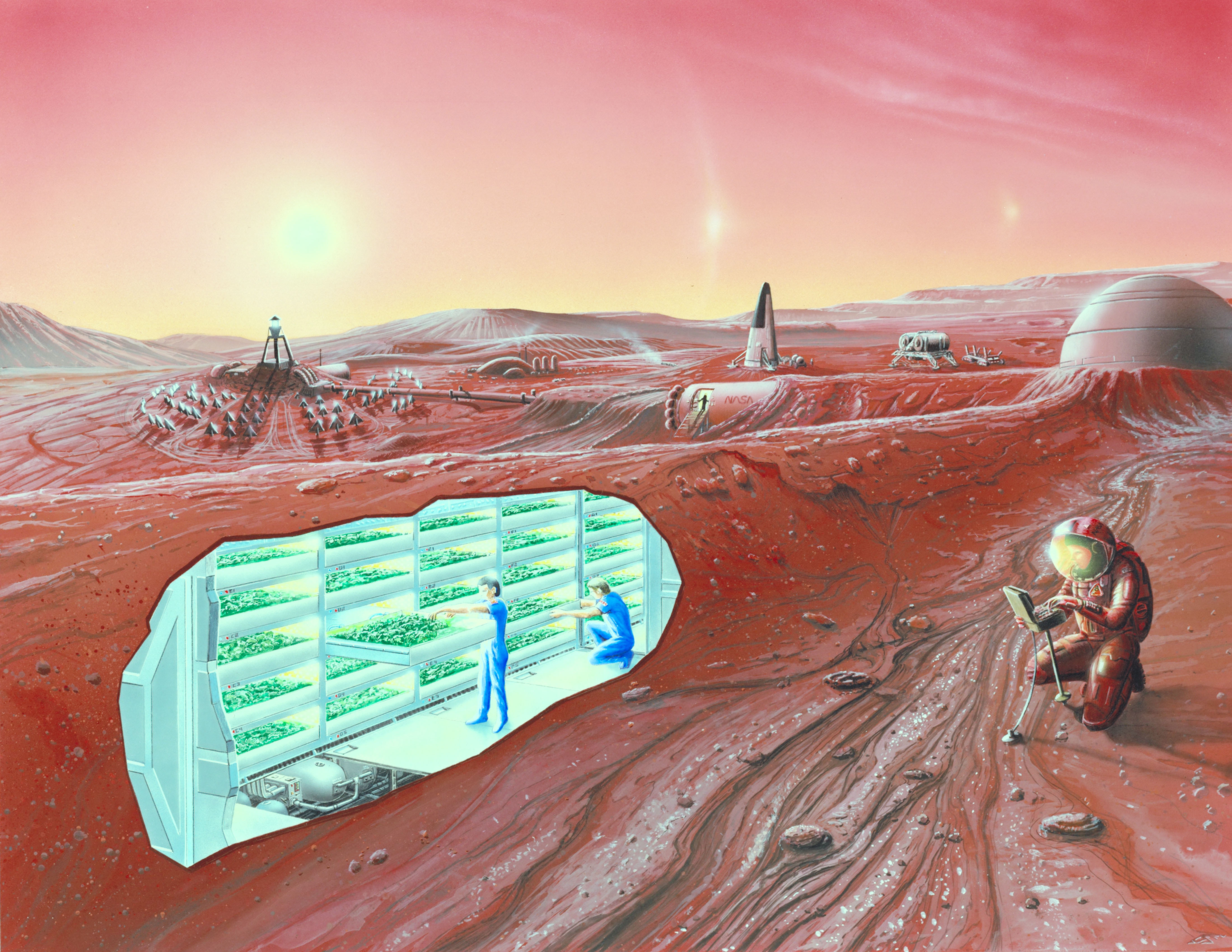
Concepção artística de uma base humana em Marte. No corte, é mostrada uma área de horticultura interna.

A colonização de Marte refere-se à proposta de instalação de assentamentos humanos permanentes no planeta Marte.
Tal proposta é objeto de estudo sério. Depois da Terra, Marte é o planeta com maiores condições de habitabilidade do sistema solar. Ele tem sido considerado como um dos principais candidatos à colonização humana extensiva e permanente, não apenas por estar mais próximo ao nosso planeta mas também pelas condições da sua superfície - que são mais semelhantes às da Terra, comparativamente a outros planetas do Sistema Solar. A favor de Marte destaca-se, por exemplo, a disponibilidade de águas superficiais, embora congeladas. Em 2018 foi descoberto depósito de água em estado líquido embaixo do gelo do planeta. Embora a Lua, devido à sua proximidade, tenha sido proposta como o primeiro local para a colonização humana, a gravidade lunar corresponde apenas a 16% da gravidade da Terra, enquanto a gravidade de Marte é mais elevada: corresponde a 38%. Há mais água presente em Marte do que na Lua, e o planeta tem uma atmosfera tênue. Esses fatores dão a Marte maior capacidade potencial de abrigar a vida orgânica e a colonização humana.
A habitação humana permanente, em um corpo planetário que não seja a Terra, é um dos temas mais frequentes na ficção científica. Como a tecnologia tem avançado e as preocupações sobre o futuro da humanidade na Terra têm aumentado, a tese de que a colonização do espaço é uma meta alcançável e válida ganha impulso.

## Comparações à Terra

### Semelhanças

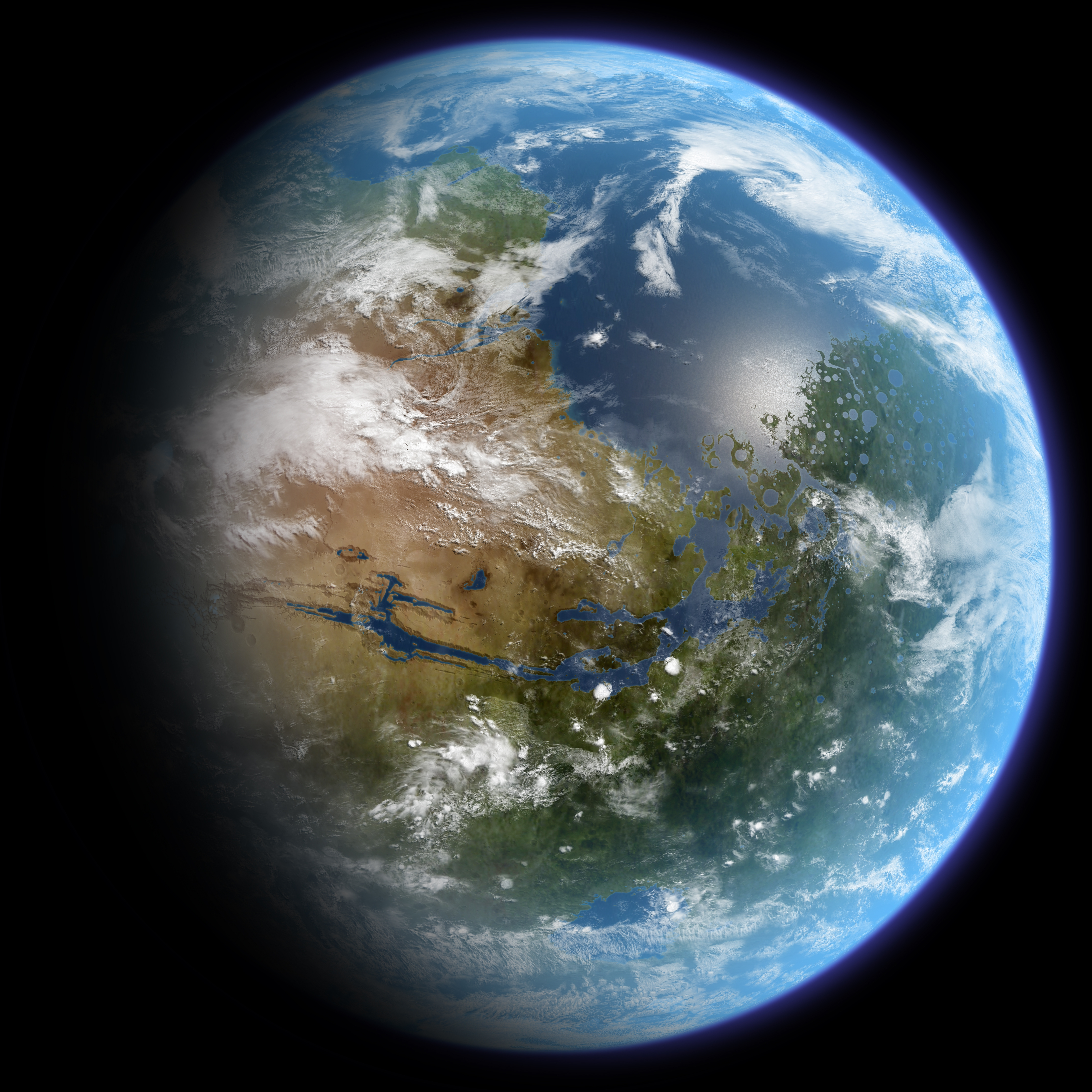
Representação realista de Marte Terraformado.

Embora o vizinho mais próximo da Terra seja Vênus considerando a distância no espaço, Marte é muito mais similar à Terra. As razões incluem:
- O dia Marciano é mais parecido com o da Terra. Um dia solar em Marte tem 24 horas, 39 minutos e 35,244 segundos.
- «www.giss.nasa.gov». Procure por Horário de rotação de Marte.

- Marte tem uma área de superfície similar em 28,4% à da Terra, somente menor no quesito porção de terra arenosa (que é de 29,2% da superfície da Terra).
- Marte tem uma inclinação axial de 25,19°, comparada com os 23,44° da Terra. Por causa disto, Marte tem estações muito parecidas com as da Terra, embora elas durem o dobro por causa do ano marciano durar cerca de 1,88 vezes o ano terrestre. Um calendário foi criado para ser usado no planeta (o calendário dariano). O polo norte Marciano aponta para Cygnus, em vez da Ursa Menor como a Terra.
- Marte tem uma atmosfera. Embora muito menor, cerca de 0,7% da atmosfera terrestre, isso permite alguma proteção contra a radiação solar e a radiação cósmica e tem sido usada com sucesso como aero-freio para espaçonaves.
- Recentes observações feitas pelo Mars Exploration Rover (carro-robô de exploração de Marte) da NASA e do Mars Express da ESA confirmam a presença de água em Marte. O planeta parece ter uma significante quantidade de todos os elementos químicos necessários para o suporte da vida.

### Diferenças
Porém, Marte também apresenta diferenças com relação ao nosso planeta:
- A gravidade superficial em Marte é apenas um terço à da Terra. Não se sabe se esse nível é bastante alto para causar problemas de saúde associados à perda de peso.
- Marte é mais frio que a Terra, isto significa temperaturas entre 18 °C e -140 °C.
- Por Marte estar mais longe do Sol, o nível de energia solar que alcança a superfície (a chamada constante solar) corresponde apenas à metade do nível da Terra ou da Lua.
- A órbita de Marte é mais excêntrica do que a Terra, exacerbando a temperatura e constantes variações solares.
- A pressão atmosférica em Marte é inferior à necessária para humanos sobreviverem, sendo necessário trajes de descompressão (controle da pressão); e as estruturas habitacionais em Marte necessitariam de câmeras de descompressão similares às das espaçonaves, capazes de suportar a pressão de um bar.
- A atmosfera marciana consiste principalmente de dióxido de carbono. Entretanto a pressão parcial de CO2 na superfície de Marte é 52 vezes mais alta do que na Terra, possivelmente permitindo o suporte à vida em Marte.
- Marte tem dois satélites e eles são muito menores e mais próximos do planeta em relação à distância da Lua à Terra. Fobos e Deimos podem provar serem úteis como testes para a conceituação da colonização de asteroides.
- Marte quase não tem campo magnético para refletir o vento solar.
- Diferente dos polos da Terra, os polos marcianos são cobertos de CO2 congelado (gelo seco).

## Habitabilidade

Bandeira de Marte aprovada e proposta pela Sociedade Planetária e pela Mars Society.

Fisiologicamente, a atmosfera de Marte pode ser considerada vácuo. Um ser humano desprotegido perderia a consciência em cerca de 20 segundos e não sobreviveria mais do que um minuto na superfície sem um traje espacial.
As condições em Marte são mais habitáveis do que em outros planetas que têm temperaturas mais altas e baixas do que ele, como Mercúrio, ou a superfície superaquecida de Vênus, ou o frio criogênico do espaço sideral. Somente a uma altitude acima da malha de nuvens, Vênus é melhor em condições de habitabilidade do que Marte.
Há condições na Terra exploradas por humanos próximas às condições de Marte. As altitudes mais altas atingidas por um balão em ascensão, como um registro em maio de 1961, em que foram atingidos 34 668 metros (113 740 pés). A pressão nessa altitude é a mesma da superfície de Marte. O frio extremo no Ártico e Antártida são semelhantes à mais extrema temperatura em Marte. Também há desertos na Terra muito similares ao terreno marciano, como o Deserto de Kaʻū, no Havaí.

### Terraformação de Marte
Marte é um fortíssimo candidato à terraformação. Nesse processo, o desafio será adensar a atmosfera de 0,008 atm a 1 atm, que corresponde a um aumento de efeito estufa, nivelando a temperatura diurna de -50 °C a 20 °C, logo após um breve aumento do escudo contra a radiação solar.
Mesmo assim não podemos esquecer que a terraformação é um processo com alto risco de erro, extremamente caro e demorado (nesse caso, uma visão otimista engloba algo entre dois séculos e duas décadas, se levarmos em conta a possibilidade de usar formas de vida geneticamente modificadas, robôs controlados com inteligência artificial, redirecionando asteroides), mas cálculos apontam que a terraformação de Marte será a mais fácil do Sistema Solar. Por exemplo, para a da Lua e de Ceres, seria preciso criar a atmosfera e para a terraformação de Mercúrio, engrossar a atmosfera com gases que ajudam ao máximo o resfriamento da superfície, e a de Vênus (a mais difícil), será preciso diminuir a pressão da atmosfera de 92 atm para 1 atm, remover partículas ácidas da atmosfera superior e isso provavelmente pode durar até um milênio numa visão realista.
Mas vale lembrar que a terraformação é um passo muito posterior ao da colonização, tendo em conta que sua necessidade só ocorrerá ao término do povoamento de toda a Lua e de habitações espaciais.

## Radiação
Marte não tem nenhum campo geomagnético global parecido com o da Terra. Combinado com a sua fina atmosfera, isso permite que uma significante porção de radiação ionizada e erupções solares atinjam a superfície de Marte. A espaçonave 2001 Mars Odyssey levou um instrumento, o Mars Radiation Environment Experiment (MARIE), para medir quanto isso seria perigoso para os humanos. MARIE descobriu que os níveis de radiação na órbita de Marte são 2,5 vezes maiores do que na Estação Espacial Internacional.
A dose média foi de 22 milirads por dia (220 micrograys por dia ou 0,8 gray por ano). Uma exposição de três anos a tais níveis atingiria os limites de segurança adotados pela NASA. Os níveis na superfície de Marte podem variar significativamente para diferentes locais dependendo da altitude e do campo magnético local.
Ocasionais SPEs (solar proton events) ou erupções solares produzem altas doses de radiação. Astronautas em Marte podem ser avisados dos SPEs por sensores próximos ao Sol e presumivelmente se abrigar durante estes eventos. Alguns SPEs foram observados por MARIE que não foram observados por sensores próximos da Terra confirmando o fato dos SPEs serem direcionais. Isto implicará na necessidade de uma rede de espaçonaves em órbita do Sol para assegurar que todas as SPEs que ameacem Marte sejam detectadas. E em tais casos emergenciais os colonos precisariam ser avisados o mais rápido possível, tornando assim necessária a construção de ambientes blindados ou subterrâneos. O que acabaria tornando ainda mais difícil a colonização do planeta, já que levar materiais que bloqueiam a radiação torna a missão mais cara por conta do seu peso. 
Falta muita informação sobre a radiação espacial. Em 2003, O Lyndon B. Johnson Space Center da NASA abriu uma instalação, a NASA Space Radiation Laboratory, no Brookhaven National Laboratory que emprega aceleradores de partículas para simular a radiação espacial. A instalação estudará os efeitos em organismos vivos juntamente com técnicas de proteção desses.
Há algumas evidências que esse tipo de radiação de baixo nível, ou radiação crônica, não é perigosa como se pensava; e do que a radiação hormesis.
O consenso geral entre aqueles que estudam o assunto é que os níveis de radiação, com a exceção do SPEs, que seriam experimentados na superfície de Marte, e enquanto se viaja para lá, são certamente preocupantes, mas não são intransponíveis se for usada a tecnologia atual.
De qualquer modo, não dar a atenção necessária para a saúde dos colonos com relação à radiação pode resultar em problemas sérios de saúde, como o desenvolvimento de fetos com deficiências e até mesmo tornar alguns colonos estéreis.

## Comunicação
A comunicação com a Terra é relativamente direta até meio-dia quando a Terra está acima do horizonte Marciano. A NASA e a ESA incluem equipamentos de comunicação para retransmissão em vários de seus equipamentos que orbitam Marte, assim Marte já tem satélite de comunicação. Entretanto, eles se tornaram gastos e necessitam ser substituídos durante a preparação da expedição de colonização.
A Comunicação pode ser dificultada em alguns dias no período sinódico, e parcialmente pela conjunção superior (planetas formando uma linha aparente) quando o sol está diretamente entre a Terra e Marte. A viagem de ida e volta para a retransmissão da comunicação na velocidade da luz varia em cerca de 6,5 minutos na aproximação mais próxima a 44 minutos na conjunção superior. A conversação em tempo real com a Terra como o telefone ou a mensagem instantânea não é possível com o presente conhecimento científico, considerando que para que haja uma comunicação entre Terra e Marte, haveria uma demora de mais ou menos 30 minutos para enviar e 30 minutos para voltar, com o uso de ondas de rádio. Deve ser lembrado que a grande maioria das colonizações e explorações da Terra foram conduzidas sem o benefício das comunicações em tempo real com o "lar".
Normalmente os rádios de duas vias podem funcionar em pequenas distâncias (limite da visão). Marte tem uma ionosfera, mas ela não poderá ser usada em toda a sua extensão para refletir comunicações de grande distância e alta frequência entre pontos muitos distantes na superfície marciana.
De qualquer forma, uma constelação de satélites de comunicação, talvez incluindo um satélite convenientemente localizado possam evitar dificuldades durante a conjunção superior, teria um menor dispêndio no contexto de um programa de colonização de Marte.

## Possível localização das colônias
Marte pode ser dividido em extensas regiões para discutir o local da possível colônia.

### Região Polar
O pólo norte e sul de Marte atraíram grande interesse como locais para a colônia por causa da variação periódica da calota de gelo polar muito observada por telescópios da Terra. A Mars Odyssey achou uma grande concentração de água perto do polo norte, mas foi encontrada água também em latitudes mais baixas, fazendo dos polos competidores pobres como local da colônia. Como na Terra, em Marte se vê o sol da meia-noite nos polos durante o verão e a noite polar tem a duração do seu inverno.

### Terra média
A exploração da superfície de Marte está em plena marcha. Os dois Rovers de Exploração para Marte, Spirit e Opportunity, encontraram solos bem diferentes e rochas características. Isso sugere que a aterrissagem é muito variável e a localização ideal para uma colônia será mais bem determinada quando mais dados estiverem disponíveis. Como na Terra, quanto mais próximo do equador, menor é a variação climática.

### Valles Marineris
Valles Marineris, o "Grand Canyon" de Marte, tem cerca de 3 000 km de distância e em média 8 km de profundidade. A pressão atmosférica no fundo deve ser 25% mais alta do que a média na superfície, 0,9 kPa contra 0,7 kPa.
O cânion estende-se para o meio oeste, assim as sombras de suas encostas não devem interferir na coleta de energia solar. Canais de rios dirigem-se para o cânion, indicando que ele já esteve submerso em algum momento da história geológica de Marte.

### Satélites marcianos
Embora eles não sejam estritamente parte do próprio planeta Marte, os satélites têm sua atração para a colonização. O delta-v das luas para uma trajetória de retorno à Terra é menor, e as luas possuem propelentes de foguetes tais como as rochas de gelo seco. Dessa forma, elas podem tornar-se pontos de reabastecimento para veículos de volta para a Terra, e podem ser economicamente viáveis em recargas periódicas de propelente e outros materiais. Isto poderá pagar a colonização da superfície marciana.

## Problemas
Além das várias críticas contra a colonização espacial humana (veja colonização espacial), há preocupações específicas a respeito da colonização de Marte:
- Alguns preocupam-se sobre a contaminação do planeta com a vida terrestre. A questão de se a vida existiu alguma vez ou existe agora em Marte não foi totalmente esclarecida. Veja vida em Marte;
- Os níveis de radiação durante as viagens a Marte são muito altos, além de significativamente aumentarem o risco de câncer, e se mulheres grávidas forem enviadas haveria possibilidade de surgirem defeitos de nascimento;
- Muitos acreditam que seria mais econômico explorar Marte com robôs, embora argumentem que isso não necessariamente levará à colonização posterior;
- Outros sugerem a Lua como um local mais lógico para a primeira colonização planetária, talvez usando-a como uma estação de passagem para futuras missões a Marte, a despeito da pobreza da Lua em vários elementos-chaves requeridos para a vida, sendo o mais notável o hidrogênio, o nitrogênio e o carbono (50 - 100 ppm);
- É desconhecido se a gravidade marciana poderá suportar a vida humana por longo prazo (todas as experiências são ou em 1 g ou na gravidade zero). Os pesquisadores de medicina espacial teorizam sobre se há benefícios para a saúde com aumento lento ou rápido da gravidade, da imponderabilidade à gravidade total da Terra. A experiência no biosatélite de gravidade marciana tornou-se a primeira experiência para testar os efeitos da gravidade parcial, gerada artificialmente a 0,38 g comparável a gravidade de Marte, sobre a vida dos mamíferos, especificamente os ratos, por um ciclo de vida (concepção até a morte);
- A velocidade de escape de Marte é de 5 km/s, razoavelmente alta. Isso faz a comercialização com os outros planetas mais cara e mais difícil para uma colônia;
- Estar em um planeta (até então sem vida), com pessoas que você não conhece e tendo que se submeter às mais diferentes sensações, poderá causar stress excessivo e até desenvolver traumas, como a claustrofobia e a síndrome de adaptação ao espaço, mas isso pode ser combatido com a mistura de competência e compatibilidade.

## Alimentação dos colonos
Com os projetos em andamento, estudantes têm se dedicado a estudar a possibilidade da cultivação em Marte, uma fonte de alimentos sustentáveis para os colonos. A equipe Seed ganhou a disputa para mandar um agrião a bordo da missão do planeta vermelho. A equipe, formada por estudantes de Portugal, Holanda e Espanha, crê que é possível cultivar e plantar sementes em Marte. A espécie Arabidopsis thaliana passará por diversos experimentos. Os integrantes da Seed se antecipariam, desse modo, pelo menos dois anos ao projeto da NASA com o mesmo propósito de levar vegetais a Marte, como a Mars Plant Experiment.

## Arquitetura
A arquitetura não encontra função se não for pensada para o homem, logo está sempre em mudança, num processo constante, que talvez nunca termine, à semelhança das necessidades do homem. A sua tipologia altera-se constantemente, não só conforme a necessidade básica do ser humano, mas também de acordo com novas culturas, novos materiais e outras exigências socioeconómicas, ou seja, como defende Bruno Zevi, arquiteto e historiador, “a arquitetura corresponde a exigências de natureza tão diferente que descrever adequadamente o seu desenvolvimento significa estender a própria história da civilização”. (Bruno Zevi, in Saber ver a arquitetura, p.45).
Viajando pelos primórdios do tempo, o primeiro momento em que o homem desenvolveu a arquitetura foi a partir das suas necessidades básicas perante a natureza, tais como a proteção do frio, da chuva, do vento, do calor, até mesmo da violência ou olhares curiosos, criando então um simples abrigo. Levando esta natureza a uma outra escala, atualmente fala-se de levar o ser humano até outro planeta, no futuro, por diversos motivos, uma vez que, para além de tentar responder às necessidades do ser humano, a arquitetura também lida com temas e problemas contemporâneos, desde a devastação de cidades, seja essa causada por causas naturais, políticas ou outras. Nessas situações surge a necessidade de abrigos de emergência. 
Ao se deparar com uma ilha deserta, uma das primeiras ações do homem deverá ser a de criar um abrigo para garantir a sua sobrevivência. O mesmo acontecerá em Marte aos primeiros humanos a habitá-lo, que enfrentarão um ambiente adverso e necessitarão de encontrar forma de se proteger dos raios cósmicos e obter água e oxigénio. No momento em que a NASA anuncia que existe verdadeiramente água nesse planeta, deixou-se de questionar “se” vamos colonizar Marte, mas sim “quando”. O conceito da colonização do planeta vermelho refere-se à proposta de instalação de assentamentos humanos permanentes nele. Por que Marte? Depois da Terra, Marte é o planeta mais habitável do sistema solar, uma vez que está mais próximo do nosso, mas também porque as condições em sua superfície são as que mais se assemelham à do Planeta Azul. Nomeadamente, o ano marciano é 1,88 vezes o ano terrestre, as estações são muito parecidas em ambos os planetas, e o planeta vermelho tem cerca de 0,7% da atmosfera do planeta azul, o que permite alguma proteção contra a radiação solar e cósmica, dando ainda indícios de possuir uma significante quantidade de todos os elementos químicos necessários para o suporte à vida.
Um outro conceito muito atual é a terraformação de Marte, processo que parte do pressuposto de que se pode alterar por meios artificiais o ambiente do planeta, em que a atmosfera seria alterada até possuir uma composição e pressão atmosféricas semelhantes à da Terra, permitindo então a colonização por vida humana no planeta vermelho. A aliança entre esses conceitos da terraformação e colonização de Marte com o avanço da tecnologia e as preocupações com o futuro da humanidade na Terra representa para o arquiteto o desafio ideal, numa fase em que se discute muito que hoje em dia já não é possível fazer nada de novo, de original na arquitetura, algo que alguém não tenha já pensado. Elon Musk, empreendedor dono da Spacex e outras empresas, defende que temos de começar por qualquer lado, temos de começar pelo sonho, e algures no tempo as coisas tornar-se-ão reais, o que implica resolver diversos problemas, e é perante essa realidade que a arquitetura se torna essencial e necessária a esse novo planeta.
Bjarke Ingels, arquiteto dinamarquês, define a arquitetura como a arte e a ciência de transformar a ficção em realidade, ou seja, pegar no sonho e concretizá-lo, a ideia de através da arquitetura, inventar uma forma de tornar o planeta mais habitável para a vida humana, não basta simplesmente encontrar uma caverna, um abrigo, podemos construir a nossa própria caverna, o nosso próprio abrigo. No seu novo projeto de estudo, Ingels projeta uma cidade, a Mars Science City que será construída no meio do deserto, nos Emirados Árabes Unidos, simulando estar em Marte, defendo perante a questão de como serão as primeiras cidades, que as pessoas não querem viver em latas de sardinhas, muito associadas à ficção científica, e que se iremos efetivamente para o novo planeta, devemos procurar criar um ambiente do qual se possa desfrutar, que permita o acesso a plantas, a parques, à luz do sol, a um ar respirável. A cidade organiza-se por várias cúpulas de plástico infláveis e ultraleves, que cobrirão edifícios e construções subterrâneas.
Uma ideia característica desse projeto, que partilha em comum com muitos outros projetos a pensar também na colonização de Marte aliada à arquitetura, é a produção de materiais em impressão 3D juntamente com a robótica. Tal só é possível estudando a história da civilização e os avanços científico da mesma, desde o primeiro abrigo até ao abrigo num outro planeta, com ambientes distintos. Desse modo, não se recria algo que sempre lá existiu, atribuindo-se sim forma a um futuro que nunca existiu, pois a arquitetura, para além do seu veio artístico, também depende da engenharia e da tecnologia e como comenta Frank Lloyd Wright, “o presente é a sombra que se move separando o ontem do amanhã e nela repousa a esperança.”